# Lena Ek
Lena Margareta Ek, de soltera Hemmingsson, (Mönsterås, Provincia de Kalmar, 16 de enero de 1958) es una jurista especializada en derecho internacional y política sueca del Partido de Centro. Fue ministra de Medio Ambiente de Suecia de 2011 a 2014. Anteriormente, ha sido activa en el Partido de Centro en el ámbito municipal, provincial, en el parlamento sueco y en el Parlamento Europeo. Ek reside en la parroquia de Gryt en Östergötland. Su familia está compuesta por su esposo y cuatro hijos, de los cuales su hijo Magnus Ek fue presidente de la Juventud del Partido de Centro entre 2015 y 2019. También ha sido activa en las asociaciones estudiantiles de Suecia.
Después de las elecciones de 2014, volvió a ser diputada del parlamento y sirvió por menos de un año antes de renunciar el 31 de julio de 2015. En el parlamento, fue vicepresidenta de la Comisión de Medio Ambiente y Agricultura. Entre 2015 y 2020, fue presidenta de los propietarios forestales de Södra.

## Carrera política
La carrera política de Ek comenzó como presidenta del distrito del Partido de Centro en Östergötland entre 1993 y 1995. Luego fue concejala en el municipio de Valdemarsvik de 1994 a 1998 y miembro del consejo y suplente en la junta del consejo provincial de Östergötland de 1994 a 1998.
En 1998, Ek se convirtió en diputada del parlamento, miembro del consejo del Partido de Centro y presidenta de las Mujeres del Centro. Inmediatamente asumió el rol de portavoz económica del partido y fue una figura clave en la formulación de la nueva política económica que allanó el camino para la colaboración entre los partidos de la derecha en el parlamento. En 2000, fue elegida miembro del comité ejecutivo del partido. Cuando Lennart Daléus renunció como presidente del Partido de Centro en 2001, Lena Ek y Maud Olofsson fueron candidatas para sucederle. Desde 2004, Ek fue miembro del Parlamento Europeo. En 2011, se convirtió en ministra de Medio Ambiente de Suecia hasta 2014.
Ek ha sido una firme defensora de una línea liberal del centro en cuestiones de estilo de vida como los derechos de los homosexuales y la libre circulación a través de las fronteras. Como presidenta de las Mujeres del Centro, también se ha comprometido con la igualdad de género y el feminismo.

## Política municipal
Como concejala en el municipio de Valdemarsvik y consejera provincial en el consejo de Östergötland de 1994 a 1998, Ek trabajó mucho en el desarrollo regional. Durante este tiempo, fue presidenta de la evaluación de 22 municipios después de la entrada de Suecia en la Unión Europea.

## Parlamento
Entre 1998 y 2004, Lena Ek fue diputada del parlamento sueco. Como portavoz económica del partido en ese periodo, fue una de las principales fuerzas impulsoras detrás de la renovación del Partido de Centro. Después de los años de colaboración con los socialdemócratas de 1995 a 1998, Ek fue una de las iniciadoras de la primera reserva económica realizada junto con los demás partidos de la derecha.

## Parlamento Europeo
Ek fue parlamentaria europea del Partido de Centro de 2004 a 2011. Como tal, fue miembro del grupo liberal del parlamento, la Alianza de Liberales y Demócratas por Europa (ALDE), y líder del grupo en el comité de industria, investigación y energía del parlamento (ITRE). También fue suplente en los comités de igualdad de género (FEMM) y agricultura (AGRI), vicepresidenta de la delegación para el comité parlamentario conjunto UE-Croacia y portavoz de ALDE para la estrategia Europa 2020. Durante el periodo legislativo 2004-2009, estuvo en el comité de medio ambiente (ENVI), en ITRE, en FEMM y en el comité temporal sobre cambio climático (CLIM).
Durante su tiempo como parlamentaria europea, Ek tuvo una gran influencia en cuestiones de medio ambiente, clima y energía. Hasta 2006, fue una de las principales negociadoras de la legislación común de productos químicos de la UE, REACH.
En 2008, fue una de las principales negociadoras de la directiva de la Unión Europea sobre el comercio de derechos de emisión (ETS), uno de los cuatro componentes del paquete climático de la UE. Se le atribuyen, entre otras cosas, los esfuerzos para abordar los problemas de la deforestación e inversiones en eficiencia energética.
En 2008, Ek también fue elegida vicepresidenta del Partido Liberal, Demócrata y Reformista Europeo (ELDR), un partido europeo compuesto por 57 partidos nacionales de toda Europa.
Ek ha sido nombrada en dos ocasiones "la mejor parlamentaria europea de Suecia". En 2008, fue nombrada la sexta persona más poderosa de Suecia en el sector energético por la revista Ny Teknik. En 2009, ocupó el puesto 22 en la lista de las personas más influyentes de Suecia en el área del medio ambiente, realizada por Dagens Miljö. En 2010, Ek ocupó el puesto 68 en la lista anual de la revista Fokus de las 100 personas más poderosas de Suecia.
En las elecciones al Parlamento Europeo de 2009, fue nuevamente la cabeza de lista del Partido de Centro y fue elegida con el 34,4% de los votos preferenciales.

## Carrera académica
Lena Ek es licenciada en derecho por la Universidad de Lund. Ha realizado estudios de doctorado en derecho internacional y ha enseñado derecho internacional e historia del derecho como profesora asociada en la facultad de derecho de Lund entre 1987 y 1994. Durante su tiempo en Lund, fue presidenta de la Asociación de Derecho, activa en Lundaspexarna y defensora de viviendas en la fundación de viviendas estudiantiles AF Bostäder.
En mayo de 2011, Lena Ek fue nombrada doctora honoris causa por la Escuela Técnica Superior de Lund por sus esfuerzos para promover el desarrollo tecnológico impulsado por el medio ambiente. En relación con esto y sus anteriores contribuciones estudiantiles, su nariz fue moldeada e incorporada al Nasoteket de la Asociación Académica en Lund. Número de orden 155.

## Cargos en consejos directivos
Ek ha sido y es miembro de los consejos directivos de varias empresas y organizaciones como Exselent Porous Materials, Swedish Brain Power, Södra, el Instituto de Medio Ambiente de Estocolmo, Södra Gapro AB, el Puerto de Norrköping y el Real Instituto de Tecnología de Estocolmo. Desde 2015, es presidenta de los propietarios forestales de Södra.